# Ennucula
Ennucula ist eine Muschel-Gattung aus der Familie der Nussmuscheln (Nuculidae) in der Ordnung der Nuculida.

## Merkmale
Das gleichklappige Gehäuse ist ungleichseitig, der hintere Gehäuseteil ist mehr oder weniger deutlich kürzer als der vordere Gehäuseteil, d. h. der Wirbel liegt hinter der Mitte. Die Gehäuse sind im Umriss annähernd dreieckig bis breit-eiförmig, d. h. meist etwas länger als hoch, und mehr oder weniger stark aufgebläht. Sie werden im Adultstadium nur wenige Millimeter bis wenige Zentimeter groß.
Das Schloss ist taxodont und durch das interne Ligament in einen vorderen und einen hinteren Teil gegliedert, die in einem Winkel von ungefähr 90° zueinander stehen. Der vordere Teil weist immer mehr Zähnchen auf als der hintere Teil, oft sogar bis doppelt so viele Zähnchen. Das Ligament ist meist groß und sitzt in einem gut entwickelten Resilifer. Der Resilifer ist schiefwinklig.
Die Oberfläche ist nahezu glatt, nur mit einem konzentrischen Anwachslinien und selten auch einer feinen Körnelung. Der Innenrand der beiden Klappen ist nicht gezähnelt. Die beiden Schließmuskeln sind annähernd gleich groß, meist rundlich, eiförmig oder leicht länglich. Die Mantellinie ist nicht eingebuchtet.

## Geographische Verbreitung und Lebensraum
Die Gattung Ennucula kommt in allen Meeren vor. Die Arten leben auf sandigen, feinsandigen und schlammigen Böden vom flachen Subtidal bis in größere Tiefen.

## Taxonomie
Das Taxon wurde 1931 von Tom Iredale aufgestellt; Typusart ist Nucula obliqua Lamarck, 1819.
Die Gattung wurde früher meist als Synonym von Nucula Lamarck, 1799 oder auch von Leionucula Quenstedt, 1930 behandelt. Das World Register of Marine Species akzeptiert das Taxon als gültige Gattung und stellt folgende Arten dazu:
- Gattung Ennucula Lamarck, 1799
  - Ennucula aegeensis (Forbes, 1844)
  - Ennucula agujana (Dall, 1908)
  - Ennucula astricta Iredale, 1931
  - Ennucula bathybia (Prashad, 1932)
  - Ennucula bengalensis (E. A. Smith, 1895)
  - Ennucula cardara (Dall, 1916)
  - Ennucula colombiana (Dall, 1908)
  - Ennucula convexa (G. B. Sowerby I, 1833)
  - Ennucula corbuloides (Seguenza, 1877)
  - Ennucula corticata (Møller, 1842)
  - Ennucula cumingii (Hinds, 1843)
  - Ennucula dalmasi (Dautzenberg, 1900)
  - Ennucula dautzenbergi (Prashad, 1932)
  - Ennucula decipiens (Philippi, 1844)
  - Ennucula definita (Iredale, 1939)
  - Ennucula delphinodonta (Mighels & C. B. Adams, 1842)
  - Ennucula diaphana (Prashad, 1932)
  - Ennucula dilecta (E. A. Smith, 1891)
  - Ennucula elongata (Rhind & Allen, 1992)
  - Ennucula eltanini Dell, 1990
  - Ennucula georgiana (Dell, 1964)
  - Ennucula grangei (Marwick, 1926) †
  - Ennucula granulosa (Verrill, 1884)
  - Ennucula grayi (d'Orbigny, 1846)
  - Ennucula jaeckeli M. Huber, 2010
  - Ennucula layardii (A. Adams, 1856)
  - Ennucula linki (Dall, 1916)
  - Ennucula mareana (Weisbord, 1964)
  - Ennucula mirifica (Dall, 1907)
  - Ennucula niponica (E. A. Smith, 1885)
  - Ennucula obliqua (Lamarck, 1819)
  - Ennucula oliva Kilburn, 1999
  - Ennucula orekta Iredale, 1939
  - †Ennucula otamaringaensis (Marwick, 1926)
  - Ennucula pachydonta (Prashad, 1932)
  - Ennucula palaioanaxea (Stilwell, 1993) †
  - Ennucula panamina (Dall, 1908)
  - Ennucula perforata (Rhind & Allen, 1992)
  - Ennucula pernambucensis (E. A. Smith, 1885)
  - Ennucula privigna Iredale, 1939
  - Ennucula puelcha (d'Orbigny, 1842)
  - Ennucula romboides (Scarlato, 1981)
  - Ennucula sansibarensis (Thiele & Jaeckel, 1931)
  - Ennucula siberutensis (Thiele & Jaeckel, 1931)
  - Ennucula similis (Rhind & Allen, 1992)
  - Ennucula strangei (A. Adams, 1856)
  - Ennucula strangeiformis (Dell, 1956)
  - Ennucula superba (Hedley, 1902)
  - Ennucula taeniolata (Dall, 1908)
  - Dünnschalige Nussmuschel (Ennucula tenuis (Montagu, 1808))
  - †Ennucula waikuraensis (Marwick, 1931)
  - †Ennucula whatu Maxwell, 1992

## Belege